# Dawit Bedinadse
Dawit Bedinadse (georgisch დავით ბედინაძე; * 5. Februar 1985 in Batumi) ist ein georgischer Ringer. Er war Weltmeister von 2007 im griechisch-römischen Stil bei einer Körpergröße von 1,68 m in der Gewichtsklasse bis 60 kg.

## Erfolge
- 2005, 3. Platz, EM in Warna, GR, bis 60 kg, nach Siegen über Stig Berge, Norwegen, Djamel Ainaoui, Frankreich und Petr Švehla, Tschechien und einer Niederlage gegen Vitali Rəhimov, Ukraine
- 2005, 13. Platz, WM in Budapest, GR, bis 60 kg, nach einem Sieg über Ali Chamas, Libanon und zwei Niederlagen gegen Ali Ashkani Agboloag, Iran und Wahan Dschuharjan, Armenien
- 2006, 2. Platz, EM in Moskau, GR, bis 60 kg, nach Siegen über István Majoros, Ungarn, Jani Hermansson, Finnland und Wjatscheslaw Daste, Russland und einer Niederlage gegen Karen Mnatsakanjan, Armenien
- 2006, 2. Platz, WM in Guangzhou, GR, bis 60 kg, nach Siegen über Heinz Marnette, Deutschland, Istvan Majoros, Oleksij Wakulenko, Ukraine und Bünyamin Emik, Türkei und einer Niederlage gegen Joseph Warren, USA
- 2007, 2. Platz, Worldcup in Antalya, GR, bis 60 kg, nach Siegen über Daniel Krymow, Ukraine, Bünyamin Emik, Türkei und Saber Mirzadehj Darzi, Iran
- 2007, 8. Platz, EM in Sofia, GR, bis 60 kg, nach Siegen über Davor Štefanek, Serbien und Fujad Alijew, Aserbaidschan und einer Niederlage gegen Emil Milew, Bulgarien
- 2007, 1. Platz, WM in Baku, GR, bis 60 kg, nach Siegen über Jarkko Ala-Huikku, Finnland, Christos Gikas, Griechenland, Song-Il Ho, Nordkorea, Eusebiu Diaconu, Rumänien und Makoto Sasamoto, Japan